# ローレンス・S・ロス
ローレンス・サリバン・ロス（Lawrence Sullivan Ross、1838年9月27日-1898年1月3日）は、19世紀のアメリカ合衆国テキサス州知事、インディアン戦争の軍人、南北戦争の時は南軍の将軍であり、テキサス農業工業大学の学長だった。
ロスの家族はロスが生まれた年にテキサス共和国に入植し、ロスの子供時代大半は辺境で過ごされた。その家族は後にテキサス州ウェーコの町を設立した。ロスは10代でベイラー大学とフロレンス・ウェズリアン大学で学んだ。
19世紀初頭のテキサスは、2万人を超えるコマンチ族インディアンの領土であり、1820年代にイギリス系の白人入植者らがこの地に入り込むと、彼らは次々に入植地を増やし、コマンチ族の領土を脅かして彼らと全面戦争に入っていった。ロスはある年の夏休みにコマンチ族の戦士と戦って重傷を負った。ロスは大学卒業後、テキサス白人の民兵隊テキサス・レンジャーズに入り、1860年には「ピース川の戦い」で部隊を率い、子供の時にコマンチ族インディアンに捕まり捕虜となっていたシンシア・アン・パーカーを奪還した。
テキサス州がアメリカ連合国に併合される、ロスは南軍に入った。ロスは135回の戦闘や小競り合いに参加し、最も若い南軍准将の1人となった。南北戦争後、ロスはテキサス州マクレナン郡の保安官を短期間務め、それを辞めて1875年のテキサス州憲法制定会議に参加した。テキサス州上院議員となった期間を除き、次の10年間はその農園と牧場の運営に注力した。1887年、ロスは第19代テキサス州知事になった。2期にわたるこの任期の間に、新しいテキサス州会議事堂の竣工やジェイバード・ウッドペッカー戦争の解決に関わり、州庫余剰金を扱う特別会期を招集したことでは唯一のテキサス州知事となった。
ロスは人気があったが、知事3期目の出馬は拒んだ。辞職後はテキサス農業工業大学（現在のテキサスA&M大学）の学長となった。ロスはこの大学を閉鎖の危機から救い、大学の施設を大きく拡張して多くの伝統を生むことに貢献したとされている。ロスの死後、テキサス州議会はロスの栄誉を称えて、サル・ロス州立大学を設立した。

## 初期の経歴
ローレンス・サリバン・ロスは1838年9月27日にアイオワ準州ベントンズポートで、シャプリー・プリンス・ロスとキャサリン・ファルカーソン夫妻の4人目、次男として生まれた。母の父はミズーリ州議会議員アイザック・ファルカーソンだった。ロスは、父方の叔父ジャイルズ・O・サリバンと父の祖父や兄弟のローレンス・ロスという名前を合わせて名付けられた。曾祖父のローレンス・ロスは子供時代にインディアンに捕らえられ、6歳から23歳で救助されるまでインディアンと暮らした。ロスは叔父や曾祖父と区別するために、子供時代は「リトルサル」、その後は「サル」と呼ばれた。
ロスが生まれて間もなく、両親はアイオワの寒い気候から逃れるためにその資産を売り払ってミズーリ州に戻った。1839年、家族はテキサス共和国に移り、ブラゾス川下流のロバートソン・コロニーに入植した。2年後にダニエル・モンロー大尉以下7家族が加わり、現在のキャメロン近くに入って、リトル川沿いの土地640エーカー (260 ha) を受け取った。彼等の住んだ地域はコマンチェ族の縄張りに近接しており、インディアンの襲撃を何回も耐えなければならなかった。
1845年、一家はオースティンに移転し、ロスやその上の兄弟も学校に通えるようになった。4年後、一家は再度転居した。この時までにシャプリー・ロスは開拓者として良い評判を得ており、新しく形成されたウェーコの地域社会に入植するよう説得され、市の4区画とブラゾス川の渡し船の排他的運航権および1エーカー1ドルで80エーカー (32 ha) の農地を購入する権利を与えられた。1849年3月、ロス家はウェーコの泉を見下ろす崖の上に二重丸太の小屋である最初の家を建てた。間もなくロスの妹ケイトはウェーコで生まれた最初の白人の子供となった。
ロスは教育を受けることに熱心であり1856年にベイラー大学（当時はテキサスのインデペンデンスにあった）の予備門に入ったが、他の学生大半より数歳年上だった。ロスは2年間の課程を1年で終えた。そこを出た後は、アラバマ州フローレンスのウェズリアン大学に進んだ。ウェズリアンの教員はロスの数学の知識が欠けているとみなし、その入学を拒んだ。その決定はある教授が個人的にロスに数学を教えるということに同意した後で撤回された。ウェズリアン大学では学生達が寮で集団生活を送る代わりに名家に寄宿していたので、「日々、良いマナーと洗練さに曝される」生活を送ることになった。ロスはその教授の家庭で生活した。

## ウィチタ集落の戦い
1858年夏、ロスはテキサスに戻り、父がインディアン代理人を務めているブラゾス・インディアン保留地に向かった。テキサスの領土に入り込んだ白人入植者を破壊的に襲撃しているコマンチ族の戦士バッファロー・ハンプを捜索するアメリカ陸軍に、保留地のインディアンたちを斥候として雇い入れる予定だった。父のシャプリー・ロスは病気が重く、その任務を指揮することができない怖れがあったので、インディアン達はロスをその新しい戦闘指揮者に指名した。父の承認を得た若いロスは135名の戦士を率いてアール・ヴァン・ドーン大尉の指揮するアメリカ騎兵隊と落ち合った。ロスはこの指揮の間、儀礼上の「大尉」の肩書きを与えられた。
インディアンの斥候が、インディアン準州のウィチタ族集落の外に宿営しているバッファロー・ハンプを含む約500名のコマンチ族インディアンを発見した。ロスとその部隊でコマンチ族の馬をうまく逃がして戦士達を不利な状況にした後で、ロスと他の3名が逃亡者の1団を追った。逃亡者は女と子供達であり、ロスは白人の様に見える1人の子供を捕まえておくよう部隊の1人に命じた。戦闘に加わるために戻ると、25名のコマンチ族戦士に遭遇した。それに続く戦闘でロス配下の2名が戦死し、ロスも肩に矢傷を、胸に58口径弾を受けた。その攻撃者はロスが子供時代から知っていたコマンチ族の勇敢な戦士モヒーだったが、倒れたロスに皮むきナイフを持って近付いているときに騎兵の1人に殺された。
戦闘が5時間続いた後で、アメリカ騎兵隊がコマンチ族の抵抗を制圧した。バッファロー・ハンプは逃亡したが、70名のコマンチ族戦士が殺された。ロスの傷は重く、動かせないために5日間戦場の木の下に寝かされていた。その傷は感染しており、ロスはそれ以上痛みが続かないように殺してくれるよう他の者に頼んだ。ロスが動けるようになると、初めは2頭のロバの間に吊された担架に、次には部隊兵の肩で運ばれた。その後ロスは快復したが、後年の大半も幾らか痛みを感じることがあった。
ヴァン・ドーンはその報告書の中でロスのことを大いに称賛した。『ダラス・ヘラルド』紙が10月10日にその報告書を掲載し、他の州内新聞もロスの勇敢さを称賛した。ウィンフィールド・スコット将軍がロスの果たした役割を知り、陸軍に直ぐに入隊するよう提案した。ロスは学業を終えることを切望しており、スコットの提案を断って、アラバマ州の大学に戻った。
ロスは1859年に文学士号を得てウェズリアン大学を卒業しテキサスに戻った。テキサスでは、先の戦闘中に救い出した白人少女の家族を誰も見付けられなかったことが分かった。ロスはその子供を養子にし、新しいフィアンセであるリジー・ティンズリーに因んでリジー・ロスと名付けた。

## テキサス・レンジャーズ時代

### 入隊
1860年初期、ロスは白人にとっての「無法者」である「悪いインディアン」と戦うために結成されたJ・M・スミス大尉率いるテキサス・レンジャーズの、ウェーコ中隊に入隊した。スミスはロスを中隊の少尉に任命した。スミスが昇進したとき、中隊の他の兵士達は異口同音にロスを新しい大尉に奨めた。テキサス・レンジャーズの他の幾つかの中隊と協働で、ロスはキカプー族インディアンに殺害された2家族の報復を行うためにその部隊を率いた。キカプー族はレンジャーズの接近に気付いて、草原に火を放った。レンジャーズは大規模な野火に直面してその任務を諦めるしかなかった。
スミスは1860年9月初旬にロスの中隊を解体した。その1週間以内にテキサス州知事サム・ヒューストンが、ベルクナップ近くの入植地をインディアンの攻撃から守るために、ロスが60名の騎馬志願兵の中隊を起ち上げることを認めた。ロスとその中隊は1860年10月17日にベルクナップ砦に到着したが、彼等が守ることになっていた住民がロスにその任務を辞めて辺境を立ち去るよう求める決議を成立させていた。住民は保留地のインディアンが襲撃を行ったと誤って信じており、保留地のインディアンとロスの友好関係がロスの有効さを損なうことを恐れていた。

### ピース川の戦い
10月下旬から11月、コマンチ族のノコナ･バンドのペタ・ノコナたちコマンチ族戦士が、彼らの領土に入り込んだ入植者に対して多くの襲撃を行い、甚だしい時は妊婦を残酷に殺した。これらの出来事を聞いたヒューストンはロスを援助するために25名ほどの中隊を派遣した。住民の民警団がピース川沿いの野営地に襲撃者がいることを突き止めていた。その集落には少なくとも500名の戦士と多くの女子供が居たので、民警団は志願兵を集めるために入植地に戻った。ロスはキャンプ・クーパーにいるアメリカ陸軍に救援を求め、21名の兵士が派遣された。
12月11日にその兵士達が到着した直後に、ロスと39名のレンジャーズがコマンチ族の野営に向けて出発した。12月13日、彼等は民警団の面々に出逢い、部隊は69名になった。数日間移動したあと、進行速度が速いことと飼料をあまり手に入れられなかったことで、民警団は停止してその馬を休めるしかなかった。レンジャーズと兵士達は行軍を続行した。彼等が集落に近付くと、ロスが自ら前方を偵察した。砂嵐に紛れてティーピーの野営から180mまで近付き、コマンチ族が移動の準備をしている兆候を見ることが出来た。 長い行程でその馬が疲れていることを認識したロスは、民警団が合流するのを待たずに、即座に攻撃することを決めた。ロスは尾根を駆け下りるレンジャーズを率い、兵士達は回り込んでコマンチ族の退路の遮断に動いた。
ノコナ・バンドの男たちはほとんどがちょうどバッファロー狩りに出かけており、女たちは冬の備えの干し肉を作っていた。ロスの指揮する奇襲によって、女子供を中心としたコマンチ族の多くが虐殺され、多数が捕虜にされた。激しい虐殺の後で、コマンチ族は戦況不利とみて逃亡した。ロスとその隊士の何人かが命令を与えていた酋長とそれに続く名を知らない騎手を追った。
レンジャーズが接近するとその騎手（女性）は歩みを緩め、頭上に1人の子供をかざした。部隊兵は銃で撃たずに取り囲んでその騎手を停止させた。ロスは酋長の追跡を続け、最後は3度酋長を撃った。その酋長は馬から落ちた後も降伏を拒んだ。ロス隊の厨房長であるアントン・マルティネスは、メキシコでノコナ・バンドがその家族を殺した後で捕虜になっていたことがあり、その捕まえた酋長がノコナの戦士であるとわかった。ロスの許可を得たマルティネスはそのノコナ・バンドの男を撃ってその命を奪った。これがこの戦闘で戦死した唯一のコマンチ族男性だった。コマンチ族の13人の女性が殺された。ロス隊には死傷者がいなかった。

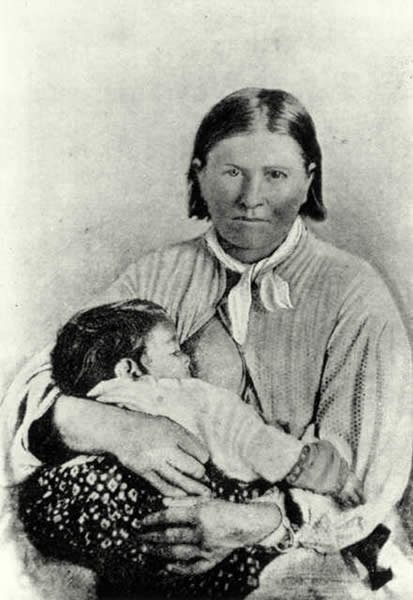
ロスが奪い返したシンシア・アン・パーカーとその娘、1861年撮影

民警団はこの女ばかりを虐殺した戦闘が終わったときに戦場に到着した。彼等は当初ロスの戦勝を祝ったが、その中には後に、ロスが民警団無しに先を急ぎ、戦闘の栄光と戦利品を分け合わなかったとこぼす者がいた。
ロスたちは「酋長が命令を与えていた」と思っているが、インディアンの社会には誰かに命令するような立場は存在しない。また「酋長」は「調停者」であって「戦闘指導者」でも「指揮官」でもない。ロスが酋長だと考えているのは戦士のことである。
ロスが宿営地に戻ると、捕まえた女性が白人の顔をし、青い瞳をしていることに気付いた。この女性は英語を話せず、自分の名前もどこから来たかも知らなかった。いろいろ尋ねていると、彼女が子供の時に捕まった詳細を思い出した。その詳細はロスが知っていた1836年のパーカー砦の虐殺に一致していたので、その女性をキャンプ・クーパーに送り、叔父のアイザック・パーカー大佐に彼女を識別するよう要求した。パーカーはその誘拐された姪がシンシア・アン・パーカーという名前だったと言ったとき、その女性は胸を叩いて「私、シンシー・アン」と言った。シンシア・アンは夫や子供たちのいるコマンチ族のもとに帰りたがったが許されず、ロスに救出されたことで幸福とは言えなかった。娘を病で失い、コマンチ族の下へも帰れないと知ったアンはのちに自殺している。
テキサスでは、このピース川の戦いでロスの名声が確固たるものになった。コマンチ族式の攻撃的な戦術を採り入れたこの奇襲は、インディアンに対するこれまでの生半可な攻撃を終わらせた。」しかし、ロスの死後、ノコナ・バンドの大戦士クアナは、その父が戦闘のときには居らず、その3、4冬後に死んだと主張した。クアナはマルティネスが撃った男はノコナの妻シンシア・アン・パーカーの個人的従僕だったメキシコ人捕虜だったと同定した。白人たちはノコナ・バンド（集団）とノコナという戦士を混同しているのである。
ロスはピース川地域を離れるときに、高い草の中に1人で隠れている9歳のインディアン少年を見付けた。ロスはその少年を拉致しピースと名付けた。ピースは後に部族に戻る選択を与えられたが、常にそれを拒みロスに育てられた。

### 辞任
ロスが家に戻ると、ヒューストンがロスにその中隊を解体し、新しく83名の中隊を組織するよう求め、命令書を間もなく送ると約束した。ロスがこの編成を監督している間に、ヒューストンはテキサス・レンジャーズ全体を指揮する新しい副官としてウィリアム・C・ダルリンプル大尉を指名した。ダルリンプルはヒューストンの口頭の命令を知らず、ロスがその中隊を解体したことを非難した。ロスは中隊編成を完了してウェーコに戻り、その任務を辞任した。1861年2月の日付があるその辞任申請書では、ヒューストンにロスがダルリンプルに会ったこと、もし大尉が知事1人に仕えるのでなければ、レンジャーズの中隊は実効あるものにならないと考えると記した。ヒューストンはロスを大佐の位で副官に指名すると申し出たが、ロスは断った。

## 南北戦争での従軍

### 入隊
1861年初期、テキサス州がアメリカ合衆国からの脱退を決め、アメリカ連合国に加盟した後で、ロスの兄弟であるピーターがテキサス・レンジャーズを辞め、ウェーコに戻って「従軍のための1個中隊を起ち上げた。」ロスは1兵卒として兄弟の中隊に入隊した。1861年5月15日、エドワード・クラーク知事がロスに即座にインディアン準州に行って、保留地のインディアンと交渉するよう求めた。クラークは、ロスが文明化五部族と条約を結び、北軍に協力しないよう約束させることを期待した。ロスは5月28日にリジー・ティンズリーと結婚式を挙げた1週間後にインディアン準州に向けて出発した。ロスがワシタの政府機関に到着すると、既に連合国の代理人がインディアン部族を呼び条約を結んでいたので、ロスは家に戻った。
ロスはその妻や両親を残し、8月半ばにミズーリ州に向けて出発した。9月7日、その集団はストーンの連隊、後に第6テキサス騎兵隊と呼ばれるもののG中隊となった。部隊兵はロスを連隊の少佐に選んだ。1861年11月に2度、ロスがテキサス・レンジャーズで共に仕えたことのあるベンジャミン・マカロック将軍に選ばれて、ミズーリ州スプリングフィールド近くに偵察隊を率いた。どちらの場合も、ロスは巧みに北軍前線の背後に回り込み、情報を集め、捕まる前に退却した。その任務を終えた後、ロスは60日間の休暇を許され、妻に会うために家に戻った。

### 現役任務
1862年初期、ロスは任務に戻った。2月下旬までにロスと他の500名の隊員が北軍を襲撃するよう任務を与えられた。ロスはその集団を率いて北軍前線後方70マイル (110 km) まで入り、情報を集め、数両の補給物資を積んだ荷車を破壊し、60頭の馬とロバを捕まえ、11名を捕虜にした。翌月、ロスがウィチタの集落での戦闘で仕えていたアール・ヴァン・ドーンがこの時は少将になっており、ロスの連隊はヴァン・ドーン軍に付設された。ヴァン・ドーン軍の下で、その部隊はピーリッジの戦いで敗北を味わった。ロスは、ヴァン・ドーンが長い距離を行軍させ、あまり食料を与えず、攻撃作戦の適切な協調を図らなかったことで、敗北の原因はヴァン・ドーン1人にあると言って非難した。4月、部隊はアーカンソー州デス・アークに派遣された。馬の飼料が乏しかったために、ロスの騎兵隊は馬を降り、テキサスに馬を戻すよう命じられた。徒歩となったこの部隊はテネシー州メンフィスに派遣され、シャイローの戦いから2週間後に到着した。ロスは間もなくひどい風邪を引き、長引く発熱にも悩まされて8週間も伏せっていた。やっと治ったと考えたときは、体重がわずか125ポンド (57 kg) まで減っていた。
第6連隊の隊員は、ロスが抗議したにも拘わらず1862年にロスを大佐に選任した。ロスはその地位の責任を望まず、その職を求める友人を当惑させたくはなかった。旅団長のチャールズ・W・ファイファーはしばしば不在であり、そのときはロスに後を任せた。ロスの行動は他の士官達に印象を与え、1862年の夏に数度、准将昇進の候補に挙がった。このときは昇進しなかったが、その部隊はこの地域で8ないし10個ある騎兵隊で唯一馬のない部隊であり、その馬を返してもらう約束を取り付けた。
馬が戻ってくる前に、ロスとその部隊は第二次コリンスの戦いに参戦した。ロスの指揮下のテキサス部隊はロビネット砲台で2度敵の大砲を捕獲した。彼等はその度に援軍が到着しなかったのでその陣地からの撤退を強いられた。戦闘中に馬を得たロスは馬に振り落とされて、兵士達に死んだものと信じ込ませた。実際には無傷だった。南軍はこの戦場からの撤退を強いられ、ハッチーズ橋ではさらに多くの北軍に直面することになった。ロスは700名のライフル銃兵を率いて北軍と戦った。3時間の間、7,000名の北軍に対して持ち堪え、敵の3度の大きな猛襲を跳ね返した。
この戦闘後間もなく第6騎兵隊の馬が到着し、連隊はウィリアム・H・"レッド"・ジャクソン大佐の騎兵旅団に付けられた。ロスは1862年11月に数週間の休暇を許されて妻の所に戻り、連隊には1863年1月半ばに復帰した。数ヶ月後ロスの部隊はトンプソン駅の戦いに参戦した。7月、スティーブン・D・リー少将がR・A・ピンソン大佐の第1ミシシッピ騎兵隊と共に第6テキサス騎兵隊とを合流させ、ロスを指揮官として新しい旅団を作った。これと同じ頃、ロスは最初の子供がおそらくは未熟児で死亡したという報せを受けた。
ロスは1863年9月に再び病気になった。9月27日から1864年3月まで、三日熱マラリアの症状である3日おきに熱と悪寒が繰り返した。ロスはその病気にも拘わらず、1日も任務を怠らず、1864年初期に准将に昇進して、南軍では9番目に若い将軍になった。その昇進後、部隊の士気が改善され、部隊兵の誰もが徴兵期間を更新した。
1864年3月、ロスの旅団はミシシッピ州ヤズー市で、初めて黒人部隊と戦った。激しい戦闘の後で南軍が勝利した。その後の降伏交渉で、北軍の士官がテキサス部隊は捕まえた黒人兵を殺害したと非難した。ロスは部下の2人が北軍兵に降伏した後に殺されたようだと主張した。
5月からはその旅団が112日間連続で小競り合いがあり、敵との86回の異なる衝突があった。これらの戦闘の大半は小規模であり、この期間の終わりまでに、旅団は負傷と脱走で戦力が25％減じた。ロスは7月遅くブラウンズミルの戦いで捕虜になったが、直ぐに南軍騎兵の反撃でうまく救出された。
ロスの部隊が参加した最後の主要方面作戦は1864年11月および12月のフランクリン・ナッシュビル方面作戦だった。ロスの部隊は南軍によるテネシー州侵攻を先導した。11月初めから12月28日までに、550名を捕虜にし、数百頭の馬を捕まえ、冬の寒さに耐えるための上着や毛布を十分に手に入れた。ロス隊からは12名が戦死、70名が負傷、5名が捕虜になっただけだった。

### 降伏
ロスが1865年3月13日に90日の賜暇が始まるときまでに、敵との135回の戦闘に参加し、乗っていた馬が撃たれたのは5回あったが、ロス自身は重傷を免れた。その休暇が認められると、ロスは2年間会っていなかったテキサスの妻のもとに急いだ。ロスが家にいる間に南軍は降伏を始めた。1865年5月14日にミシシッピ州ジャクソンでその連隊が降伏したときは連隊に戻っていなかった。降伏の時に不在だったので逮捕を免れる仮釈放状も得ていなかった。ロスは大佐以上の南軍士官として、1865年5月29日にアンドリュー・ジョンソン大統領が発した恩赦令からも外れていた。ロスは逮捕と資産の没収を防ぐために、アメリカ合衆国に対する反逆罪の特赦を申請しなければならなかった。8月4日にはその恩赦を申請した。ジョンソンは10月22日に個人的にロスの申請を認めたが、公式の恩赦は1867年7月まで受け取れなかった。

## 農業と初期の公的活動
南北戦争が終わった時にロスは丁度26歳だった。ロスはウェーコの西、サウスボスク川沿いの農地160エーカー (65 ha) と町の中に5.41エーカー (2.2 ha) の土地を所有していた。ロスとその妻は初めて自分達の家を建てることができた。その後17年間に8人の子供が生まれて、その家族を増やしていった。
| マービン                       | 1866年1月2日生まれ   | 1883年死亡 |
| ローレンス・サリバン・ジュニア | 1868年7月25日生まれ  |            |
| フロライン                     | 1870年10月3日生まれ  |            |
| ハーベイ                       | 1873年3月日生まれ    |            |
| フランク                       | 1875年4月27日生まれ  |            |
| エリザベス                     | 1878年4月24日生まれ  |            |
| ジェイムズ・ティンズリー       | 1880年12月30日生まれ | 1881年死亡 |
| ネビル・P                      | 1882年3月23日生まれ  |            |

ロスは南軍将軍のための連邦恩赦を受けたにも拘わらず、1867年3月2日の最初のレコンストラクション法によって選挙権と陪審員になる権利を剥奪された。この法は3週間後に成立したレコンストラクション補助法と共に、アメリカ連合国を支持する前に連邦あるいは州の役職を務めていた者すべてから権利を剥奪した。ロスはテキサス・レンジャーズに務めていたので、選挙権を剥奪された。
レコンストラクションはロスの資産には害を与えず、勤勉に働いたことで間もなく資産家になった。戦争が終わった直ぐ後に、両親から町の中の土地20エーカー (8 ha) を1,500ドルで購入した。1869年5月までに追加農地40エーカー (16 ha) を400ドルで購入し、翌年には妻が父の領地から186エーカー (80 ha) を相続した。ロスは土地購入を続け、1875年暮れまでに1,000エーカー (405 ha) 以上の農地を所有していた。農業以外にロスと兄弟のピーターで短角牛を育てた。2人はニューオーリンズまで数回牛の群れを追っていったことがあった。共同の農業と牧場でロスは十分な資産を得て、ウェーコ市内に家を建て、子供達は私立学校に通わせた。
1873年までにテキサス州のレコンストラクションは終わりとなった。その12月にロスは「選挙運動やその他の勧誘も無しに」マクレナン郡の保安官に当選した。ロスは直ぐに兄弟のピーターを副官に任命し、2年間に700人以上の無法者を逮捕した。1874年、ロスはテキサス州の保安官連合の設立に貢献した。さまざまな州内新聞がこの出来事を報じ、テキサス州65郡の保安官が1874年8月にコーシカナに集まった。ロスは協議会の決議案を起草する3人委員会の1人になった。彼等は特別な状況下では保安官に大きな報酬を要求し、暴徒法の精神を非難し、また州法を修正して「犯罪者に法の命令に従うよう強制する」必要があるならば、逮捕する役人が武力を用いても良いようにする提案を行った。
ロスは1875年に保安官を辞任し、間もなく1875年テキサス州憲法制定会議の代議員に選ばれた。会議の議長に選ばれていたE・B・ピケットに仕えることになった3人の委員の1人となったロスは直ぐに、会議に必要とされる役員と雇員を決める委員会にも指名された。ロスは歳入および課税、辺境事情特別委員会、教育特別委員会および立法府常任委員会など他の多くの委員会にも属した。会議の開催された68日間のうち、ロスは63日間に出席して343回の投票を行い、投票できないことや棄権したことは66回に過ぎなかった。
会議が終了するとロスは家に戻り、次の4年間はその農業に注力した。1880年、ロスはテキサス州第22選挙区からテキサス州議会の偶然の候補者になった。候補者指名の協議会が2人の候補者の間で争われ、どちらも3分の2以上の多数を獲得できなかったので暗礁に乗り上げていた。妥協案として候補者の1人がその集団はロスを指名すると提案した。誰もロスに出馬を望むかを尋ねたわけではなかったが、代議員達はロスを候補者に選出した。ロスはトラブルを収めるためと会議費用を嵩ませないために立候補に同意した。
ロスは圧倒的多数で当選した。州都オースティンに着いた直ぐ後に、一番下の息子が死んだ。ロスは1週間家に戻って葬儀に出席し、やはり重病だった他の息子の面倒を見た。オースティンに戻ったロスは教育問題、内陸改良、財政、州刑務所、軍事問題（委員長）、州政、臨時費、家畜と畜産、農業問題および登録法案の各委員会に籍を置いた。ロスはマクレナン郡の市民500人に代わって、次の州全体の住民投票で禁酒法修正案を掛けることを要求する請願を行った。テキサス州議会はこの案を次の州全体の住民投票に掛けることに同意した。
テキサス州議会は2年間に1度開催されるのが通常だったが、1881年に州会議事堂が焼け、1882年4月の特別会期に呼び出された。この会期では新しい州会議事堂の建設に合意された。特別会期の終わり近く、上院が選挙区再配分案を可決し、このことでロスの任期は4年間から2年間に短縮された。ロスは再出馬を辞退した。

## 知事

### 選挙
1884年早くに、ビクトリアの新聞編集委員ビクター・M・ローズなどロスの友人達がロスにテキサス州知事選に出馬するよう働きかけた。ロスはこれを辞退し、友人のジョージ・クラークには1884年民主党テキサス州大会に出席して、ロスが知事候補に指名されないようにすることを依頼した。クラークは代議員達に他の者を指名するよう説得するために、ロスの承諾書を作る必要があった。ロスは1885年遅くに気が変わり、1886年2月25日に知事選に出馬すると宣言した。その選挙運動の間、グリーンバック党、共和党およびナイトに迎合していると様々に非難された。ロスは旅行費用以外その選挙戦に金を遣わなかったが、それでも楽々と民主党の候補指名を得た。知事選挙ではロスが228,776票、共和党候補は65,236票、禁酒党候補は19,186票という結果になり、ロスが当選した。ロスの支持者の大半は南軍の古参兵だった。
ロスは第19代テキサス州知事になった。その就任記念舞踏会は新設なったドリスキル・ホテルで開かれ、これがその後の知事も継承する伝統になった。ロスも作成に貢献した1876年テキサス州憲法では、知事が総司令官となり、協議会を招集し、法律を執行させる者となり、他の州との交易を支持し、恩赦を認め、また法案に拒否権を発動する権限が認められていた。ロスが注力したのは土地利用の改善だった。辺境問題の大半は公有地の利用に関する不一致から来ているものであり、とくに農夫と牧場主の間で水利権や牧草地の問題に関することがあった。ロスが州議会に提案したのは土地利用局理事の権限を回復させる法案を通すことであり、州の土地を違法に使用した者には罰を与え、現存の公有地の目録を作らせるものだった。

### 二期目

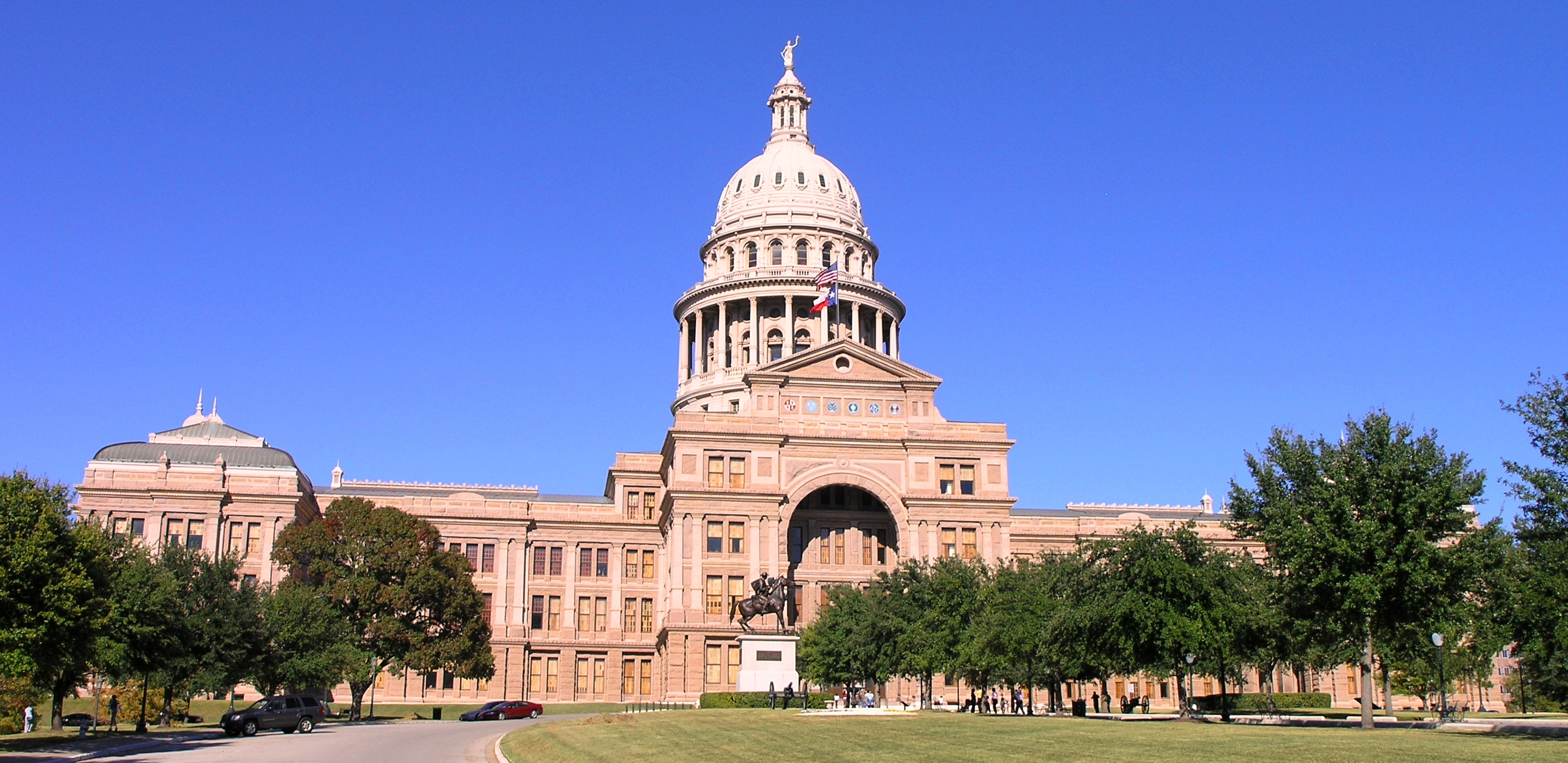
ロスは新しいテキサス州会議事堂の落成式を主宰した

1888年5月、ロスは新しいテキサス州会議事堂の落成式を主宰した。その年の後半で、知事2期目について比較的反対も無く出馬した。その綱領には国有銀行制度の廃止、独占の規制、関税の低減および鉄道の競争による自己規制を認めることが含まれた。民主党の指名大会ではロスの指名に反対する者は無く、共和党はロスの業績に満足していたので候補者を選ばなかった。唯一の対立候補は禁酒党の候補者であり、これを151,000票以上の大差で破った。真のジェファーソン流民主主義者としてのロスは2期目の就任演説で、「その設立者に教えられた知恵の最も高貴で真実な表出として、平明で単純な政府、委託権限を厳しく制限し、正直でつましい管理」を主張した。
ロスはその2期目に、フォートベンド郡でのジェイバード・ウッドペッカー戦争に干渉せざるを得なかった。保安官のジム・ガーベイが白人至上主義民主党員（ジェイバード）と政治力を持つようになった黒人（その白人支持者とともにウッドペッカーズと呼ばれた）の間の武装闘争があることを恐れた。ガーベイの要請に応じたロスは民兵2個中隊を派遣して4ヶ月間の休戦を課すことができた。1889年8月、不穏な状態を鎮めるためにアイラ・エイトン軍曹を含む4人のテキサス・レンジャーズを派遣した。暴力沙汰が起こり、住民4人が死亡し、レンジャーズを含む6人が負傷した。エイトンは電報でロスに救援を要請した。翌朝、ヒューストン・ライト・ガードが到着し戒厳令を布いた。その夜ロスが検事総長補や他の民兵中隊と共に到着した。ロスは地元の役人全てを解雇し、両派の代表を招集した。ロスの提案で両派は銃撃戦で死亡していたガーベイの代わりにお互いに受容可能な保安官を選ぶことに同意した。彼等が候補者に同意できなかったとき、ロスはエイトンを提案した。両派が最終的合意に達し、これで紛争が終わった。
1890年3月、アメリカ合衆国司法長官が合衆国最高裁判所にテキサス州を被告人として、論争があったグリア郡の150万エーカー (6,000 km2) の所有権を決める訴訟を起こした。ロスは個人的に司法長官に会うことにして、妻と共にワシントンD.C.に旅し、ホワイトハウスでベンジャミン・ハリソン大統領と会見した。続いてニューヨーク州に向かい、元大統領のグロバー・クリーブランドとも会見した。ニューヨークにいる間に、ロスはジャーナリストの間の評判が頗る良かった。幾つかの北東部大新聞のインタビューを受け、それらの新聞は辺境でのロスの多くの業績詳細を書き立てた。この旅行と結果としてロスが多く露出した事は、「東部人の間のテキサスに対する興味を掻き立て、結果的に投資、観光および移民の増加という成果に繋がる興味」となった。
テキサス州知事は2期という習慣があり、ロスは3期目を求めずに1891年1月20日にその職を離れた。知事職にあった4年間で、拒否権を使ったのはわずか10回、恩赦を与えたのは861人だった。他のテキサス州知事に比べるとこれは少ない数字であり、ミリアム・A・ファーガソン知事はわずか2年間で1,161人に恩赦を与えた。

### 主要な立法
ロスは知事職にある間に、より公平な資産評価を要求する税法改革を提案した。当時の人々はほとんど見過ごし無く所有物の評価を認められていた。議会はロスの提案を可決し、また教育予算をより強く統制する計画と公共教育を支援する地方税を求める計画を承認した。また反トラスト法の執行を議会に働きかけた。これらは、連邦政府がシャーマン反トラスト法を成立させる1年前の1889年3月30日に成立した。これらの改革法案でテキサス州に恩恵を呼び、ロスは州庫余剰金を扱う特別会期を招集したことでは唯一のテキサス州知事となった。
その任期中に、議会は禁酒法に関わる州憲法修正を住民投票に掛けることに同意した。ロスは、「いかなる政府もその課題に関わる道徳的信念を力で変えられた例はない」と言って、この法案に激しく反対した。この修正案は90,000票以上の差で否決された。
ロスが知事に就任したとき、テキサス州にはわずか4件の慈善施設しか無かった。2カ所の精神病院、盲人のための施設および聾唖者のための施設だった。ロスが知事を辞めるときまでに、州孤児院、聾唖者および盲人の黒人児童のための州施設、精神病院の支所各1カ所の開設を監督した。また議会を説得して未成年犯罪者のための農事少年院を造るためにゲイツビル近くに696エーカー (2.8 km2) を取って置かせた。
ロスは1月の第3金曜日をアーバーデイとすることを宣言して学校の児童達が木を植えることとし、市民運動のための日を制定した初めての知事になった。ロスはまた、議会が歴代テキサス州知事の肖像画を集めたハドル肖像ギャラリーを購入するときにこれを支援した。これら肖像画はテキサス州会議事堂のロタンダに今でも掲げられている。
ロスは南北戦争に参加した最後の知事であり、州はその退役兵の面倒を適切に見るべきだと強く考えていた。その初めの任期の間に、テキサス州では最初の南軍ホームがオースティンに開設された。2年間の間に部屋が足りなくなったので、ロスはより大きな施設に移す予算委員会の委員長を務めた。1890年8月までに、ホームには十分な金が集まり大きな施設に移った。

## 大学の学長

### 着任
テキサス農業工業大学（現在のテキサス A&M 大学）には1880年代後半までに、「管理のまずさ、学生の不満、教授陣の不満、教官の派閥化、規律の問題およびキャンパスの醜聞」といった悪い噂が溢れた。大衆は科学的農業という概念について懐疑的であり、議会は大学の管理にほとんど自信が無かったので、キャンパスの改善に予算を充てることを渋った。理事会はテキサス AMCと呼ばれる大学が教員会議長ではなく独立した管理者の長によって運営される必要性があることを決定した。1890年7月1日、理事会はこの新しい職務を現職知事に提案することに全会一致で合意し、ロスにその職を即座に辞めることを求めた。ロスはその提案と、知事の3期目に出馬しないと宣言した後で受けた幾つかの提案とを検討することに合意した。匿名の人がロスはテキサス AMCの学長を引き受けるよう求められていると幾つかの新聞に伝え、新聞のそれぞれがロスはその役目に完璧に見合うものだと論評した。この大学は軍事と農業の知識を教えるために設立されており、ロスは軍隊と農夫としての優秀さを示していた。その知事としての仕事ぶりは管理技術に磨きを掛けており、常に教育に関する関心を表明していた。
ロスは利益の対立と思われることについて心配したが、彼を選出した理事会の多くを指名していたので、その役職を引き受けると宣言した。ロスが引き受けたという報せが州内に広まり、将来を期待される学生がテキサス AMCに群がり集まった。南北戦争の間にロスが監督した兵士の多くがその息子達に元指揮官の下で学ばせたいと考え、1890年から1891年に掛けての教育年の初めには500人の学生が入学しようとし、大学の施設は250人の学徒のために設計されたものだったが、326人が入学を認められた。ロスは2月2日に正式に学長を引き受けた。ロスが就任したときに、キャンパスには水道がなく、住居が不足し、不満を抱いた教官が教え、学生の多くは勝手気儘に振る舞っていた。

### 改良
理事会はロスを大学の財務官に指名し、ロスは「その任務を誠実に実行した者のため」に2万ドルの個人債を設定した。教育年の間の休暇に、ロスは多くの変革を始めた。学生達が1891年から1892年の教育年に戻ってきたとき、41室3階建ての寮（ロス・ホールと名付けられた）、新しい学長宿舎の建設開始、および機械と鍛冶屋を収容する新しい建物を発見した。入学者の最低年齢は16歳から15歳に引き下げられ、ロス自らが将来有望な学生を面接して入学を認めるべきかを決定することになった。手数料および経費は学期当たり10ドル引き上げられ、卒業に必要な時間数が増加され、英文法、科学、数学および歴史の授業時間が増やされた。さらにロスは士官候補生の士官を指名し、訓練の最も良くできた中隊の名前をそれまでのスコット・ヴォランティアからロス・ヴォランティアに変えることとした。最後にロスはしごきに対する公式な禁止を制度化し、それを行ったと判った学生は退学にすると明言した。ロスは新しい役職を楽しむと表明していたが、何人かにあてた手紙では、大学に監督することが「急速に心を暗くさせる」としていた。
入学者は増え続け、ロスの人気の終わりまでに、学生の両親には息子達を学校に送る前に両親がまずロスと対話をすることを要請した。学生数の増加は設備の改良を必要するようになり、1891年遅くから1898年9月に掛けて、大学は改良や新しい建物に97,000ドル以上を使った。これには一度に500人が会食できる集会所、キャンパスで初めて屋内トイレを入れた診療所、掘り抜きの井戸、水泳プール、4棟の教官宿舎、発電設備、氷製造所、洗濯場、冷蔵所、食肉処理場、体育館、倉庫および大砲倉庫があった。施設に金を掛けたにも拘わらず、大学の資金は1893年と1894年に余剰金が出た。1894年の財務報告書は余剰金をロスの指導力によるものとし、ロスはその金を授業料低減という形で学生に戻すことを請け合った。

### 学生に与えた影響
ロスは学生がいつでも自分に会えるようにし、可能な限り大学の活動に出席した。彼の周りに集まる者は「非難するのは緩りだが誉めるのは準備がある...学生達はロスが汚い言葉を使ったことを聞いた覚えが無く、怒っているように見えたことも思い出せない」と見ていた。毎月ロスは学生一人一人の成績表を準備し、成績の悪い学生をしばしば事務室に呼び出して、困難に感じているところを議論した。その指導力の下で、大学の軍事的側面が強調された。しかし、教室から教室への行進など不必要と考える多くの習慣を排除し、衛兵の時間や学生達が実行できると期待できる訓練の多くを減らした。
入学者は常に男性に限られていたが、ロスは共学に賛成であり、男性の士官候補生は「良き少女の高める影響力で改善される」と考えていた。1893年、A&M教授の娘であるエセル・ハドソンが大学の授業に出た最初の女性となり、年報の編集にも協力した。彼女は1895年の名誉学生となった。数年後、彼女の双子の姉妹が1903年の名誉学生となり、徐々に他の教授の娘達も授業への出席を許されるようになった。
ロスが学長を務めた7年半の間に、テキサス A&Mに伝わる多くの伝統が形成された。これには最初のアギー指輪とアギー・バンドの結成があった。ロスの任期中には大学では初めて大学対抗フットボールの試合がテキサス大学を相手に行われた。この期間に、ファットマンズ・クラブ、ボウレッグドメンズ・クラブ、グリー・クラブ（現在は歌う士官候補生と呼ばれる）、バイシクル・クラブ、およびカレッジ・ドラマティック・クラブなど多くの学生組織が設立された。1893年、学生達は月刊新聞『ザ・バタリオン』の発行を始め、2年後には『ザ・オリオ』という年鑑の発行を始めた。

### 個人的な生活と死
ロスは退役兵の組織での活動を続け、1893年にはアメリカ連合国退役兵会テキサス師団の初代指揮官となった。アメリカ連合国退役兵会の組織全体の議長にも数回選ばれ1期は総司令官を務めた。この間に南軍の娘達支部もブライアンに設立され、L・S・ロス支部と名付けられた。
1894年、ロスはテキサス鉄道委員会の委員に指名された。ロスが学長職を辞めて指名を受けるか思案している間に、テキサス A&Mに留まることを請う手紙や請願が殺到した。ロスは指名を断り、学長職に留まった。
ロスは常に熱心な狩人であり、1897年のクリスマス休暇に息子のネビルや幾人かの家族の友人と共にナバソタ川への狩猟の旅にいった。狩猟中に激しい消化不良と厳しい悪寒を起こし、他の者が狩りを続ける間に早く家に戻ることにした。12月30日にカレッジ・ステーションに到着し医者に掛かった。数日間痛みが取れないままに、1898年1月3日の夜にロスは死んだ。58歳と3ヶ月だった。死亡診断書は残っていないが、「状況から冠状動脈心臓麻痺が死因となった可能性を示唆している」テキサス A&Mの全学生がウェーコに戻るロスの遺体に付き添い、南軍の退役兵が灰色の制服で儀仗兵となった。オークウッド墓地に埋葬されるときは数千人が見守った。さらにロスを記念するためにテキサス A&Mの学生が最初の銀のラッパ儀式を行い、これはテキサス A&Mの社会に属する者が死んだときの伝統となって続いている。

## 遺産
ロスが死んだ翌朝、『ダラス・モーニングニュース』しはロスの伝記を引用して次の論説を載せた。

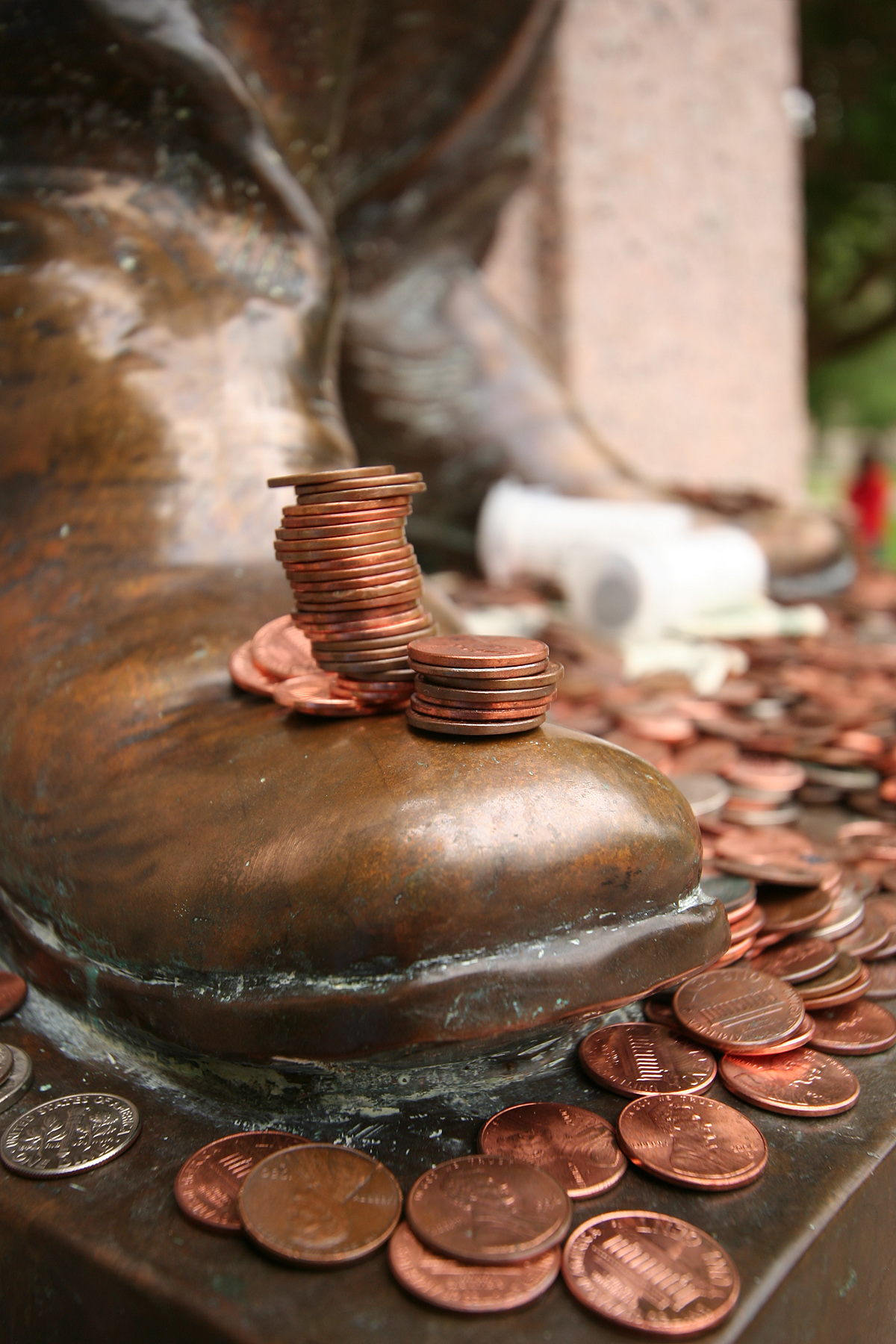
ロスの銅像の足元に置かれたコイン

ロスの死後数週間以内にテキサス AMCの元士官候補生達が記念碑を造る資金を集め始めた。1917年、州が記念碑のために10,000ドルを拠出し、2年後にポムペオ・コッピーニが制作した高さ10フィート (3 m) のロスの銅像がテキサス AMCのキャンパス中央で除幕された。近年、学生達は試験の前に幸運を祈ってロスの足下に小額硬貨を置く伝統が始まった。テキサス ACMに伝わる伝説では、ロスがしばしば学生を教えることがあり、その報酬にこころばかりの1セント銅貨のみを受け取ったと言われている。アカデミック広場にあるロスの彫像は試験の時に貨幣で埋まることになる。
議会は彫像に金を拠出するのと同時に、サル・ロス師範学校、現在のサル・ロス州立大学をアルパインに設立した。この大学は1920年6月に開設された。